# Regione di Marmara
La regione di Marmara (in turco Marmara Bölgesi) è una delle sette divisioni a fini statistici della Turchia. Si trova nella parte nord ovest del paese e comprende anche la parte europea della Turchia. La superficie è di circa 72.845 km² e ha una popolazione di circa 22 milioni di abitanti.

## Province
Della regione fanno parte le seguenti province:
- Balıkesir
- Bilecik
- Bursa
- Çanakkale
- Edirne
- Istanbul
- Kırklareli
- Kocaeli
- Sakarya
- Tekirdağ
- Yalova